# 鈍性発情
鈍性発情（どんせいはつじょう、silent heat）とは卵巣における卵胞発育、排卵、黄体形成は周期的に生じるが、黄体の退行、卵胞の発育に伴う外部発情徴候が明瞭に発現しない状態。この場合の排卵を無発情排卵と呼ぶ。ウシでは約半数が分娩後最初の排卵で鈍性発情を示す。また、ヒツジ、ヤギでは性成熟後の最初の排卵の際には発情徴候を示さない。鈍性発情を示す家畜では、発情徴候が不明瞭であるため、交配適期を逃すために受胎率が低下し、繁殖障害の原因となる。原因は明らかにされていないが、性腺刺激ホルモン、エストロゲン、プロゲステロンの分泌異常、神経興奮の性ホルモンに対する閾値が高いこと、心理的要因などが考えられる。治療にはエストロゲン、プロゲステロンの混合剤の投与、黄体期にPGF2αの投与を行う。